# Burtnieker See
Der Burtnieker See oder Burtneck (lettisch: Burtnieku ezers) ist ein ca. 40 km² großer See in Lettland, etwa 20 km nördlich von Valmiera im Biosphärenreservat Nord-Vidzeme.
Er ist der Quellsee der Salaca und größter See der Provinz Livland. Die größten Zuflüsse sind Rūja und Seda, die beide am Nordwestufer zuströmen. Von Süden fließt die Briede zu. Die Inseln des Sees heißen Enasare und Cepurīte (Mützchen). Am südöstlichen Ufer befindet sich ein Sandsteinfelsen, der durch die Wellen des Sees herausgewaschen wurde. An der nordöstlichen Küste wurde eine der ältesten steinzeitlichen Siedlungen des Baltikums und das Gräberfeld von Zvejnieki ausgegraben. Die drei anliegenden Gemeinden Burtnieki, Matīsi und Vecate gründeten 1991 eine gemeinsame Firma zur See-Verwaltung, die hauptsächlich durch den Verkauf von Angelscheinen finanziert wird.
Die unter Naturschutz stehenden Uferwiesen sind Sammelplatz und Nistplatz für zahlreiche Vogelarten. Es sind 17 Fischarten konstatiert.
Von der Entstehung des Burtnieker Sees erzählen mehrere Sagen. Das Motiv des versunkenen Schlosses Burtnieks wurde in der lettischen Literatur unter anderem von Andrejs Pumpurs und Rainis behandelt. Im Mittelalter, als die Umgebung noch von Liven bewohnt war, hieß der See Astijärv oder Aster.